# Особняк Сагірова (Ростов-на-Дону)
Особняк Сагірова (рос. Особняк Сагирова) — будівля в Ростові-на-Дону, розташоване на площі Свободи. Побудована в 1890-х роках на центральній площі міста Нахічевані-на-Дону (нині у складі Пролетарського району Ростова-на-Дону). Будівля має статус об'єкта культурної спадщини регіонального значення.

## Історія
Розробка проекту будинку приписується міському архітекторові Нахічевані-на-Дону М. Н. Дурбаху. В особняку жив хлебопромышленник А. С. Сагіров. У 1906 році будівлю придбала А. Шелгунова. На початку 1910-х років маєток орендував підприємець Б. А. Камерштейн, який відкрив у ньому синематограф «Ельдорадо» — один з перших в місті.
У 1921 році кінотеатр був перейменований на честь 3-го інтернаціоналу. Через три роки він став називатися «Казино». До кінця 1920-х років кінотеатр отримав назву «Спартак». Після війни особняк втратив навіс над входом і частина ліпного декору. Під час зміни обладнання в кінотеатрі була змінена планування, з'явився новий вхід. У 1999 році до ювілею міста було проведено ремонт під керівництвом архітектора Р. Шевченка. Архітектор і реставратор Любов Волошинова відзначала погана якість цього ремонту: цоколь облицювали дрібнорозмірною цементною плиткою, була змінена первісна колірна гамма, споруджено сучасні металеві навіси.

## Архітектура

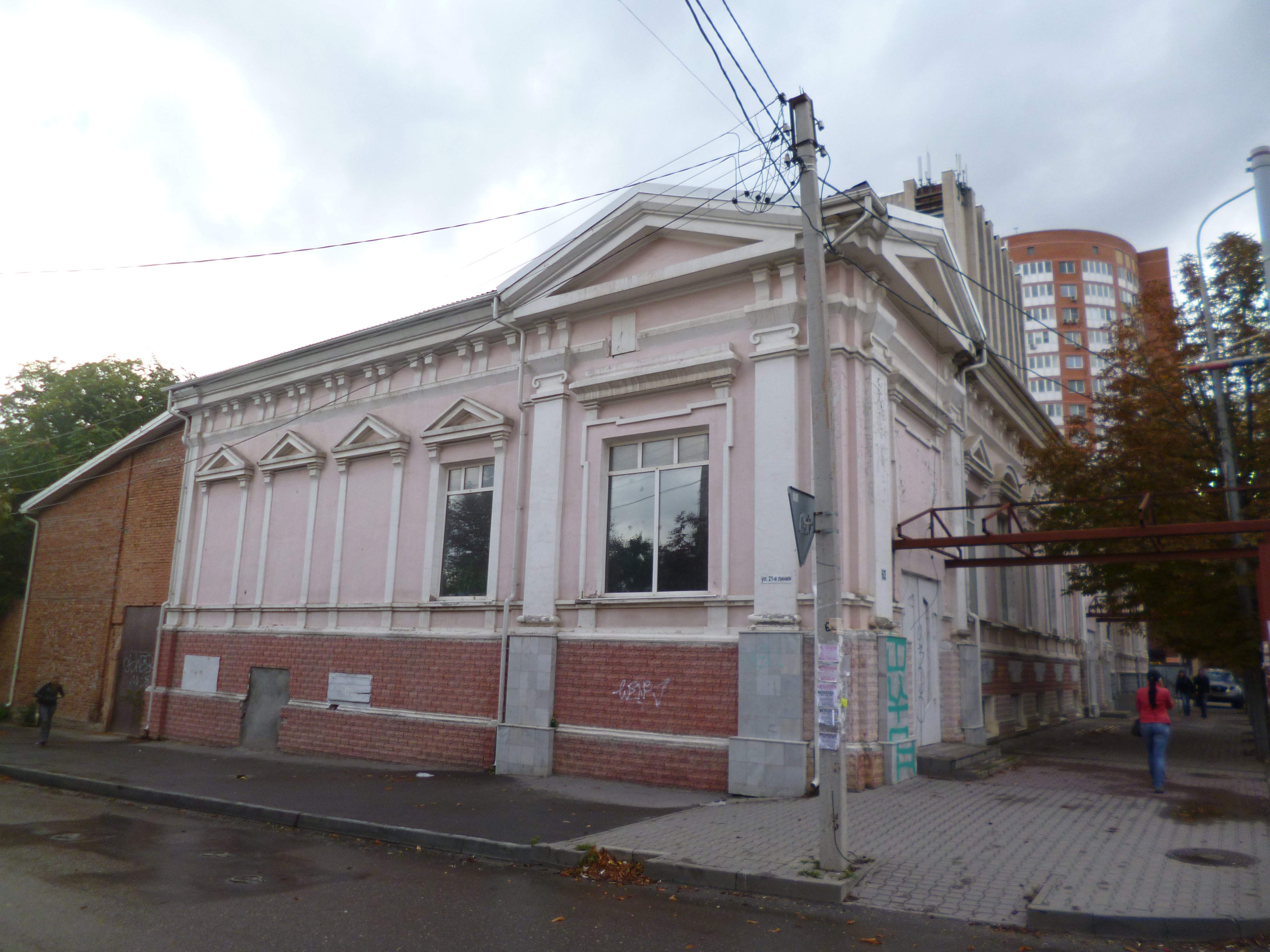

Півтораповерховий особняк головним фасадом звернений на площу Свободи. На сході до будинку примикає особняк Кечекьяна. В оформленні будинку Сагірова поєднуються елементи класицизму та бароко. Виділяються бічні розкріповки, завершені трикутними фронтонами. У центральній частині фасаду п'ять прямокутних вікон, оформлених декоративними наличниками. Фасад завершується карнизом, на якому раніше розташовувалися ліпні декоративні вази.
Спочатку в південній частині будинку розташовувався вестибюль і парадний зал, а в північній — вітальні та спальні. Цокольний поверх займали підсобні приміщення. Парадний зал візуально поділявся пілонами, одна пара яких була прикрашена каріатидами, а інша — атлантами. Стіни були прикрашені декоративними карнизами і фризами, на стелі розміщувалися три ліпних плафони.